# 영국의학저널
영국 의학 저널 (The BMJ; British Medical Journal)은 1840년 창간된 의학 저널로, 영국 의사 협회 산하의 출판 기업인 BMJ에 의해 매주 발행된다.

## 같이 보기
- 미국 의사 협회 저널
- 란셋